# Sophronica rufooccipitalis
Sophronica rufooccipitalis là một loài bọ cánh cứng trong họ Cerambycidae.